# Ruta T-340
La Ruta T-340 es una ruta que abarca la Región de Los Ríos en el sur de Chile. La ruta se inicia en Torobayo y finaliza en Curiñanco. Toda la ruta pertenece al proyecto turístico Ruta Costera. La ruta atraviesa desde Torobayo (Cruce con T-350) en dirección noroeste hasta llegar a Curiñanco colindando con la Ruta del mismo nombre. Actualmente esta ruta está ripiada, sin embargo, la empresa Quilín está realizando trabajos de pavimentación en este ruta para dejarla pavimentada.
| Ruta T-340     |                                                |  |
| -------------- | ---------------------------------------------- |  |
| Longitud       | 18 kilómetros                                  |  |
| Inicio         | Torobayo (T-350 km 3)                          |  |
| Intersecciones | Ruta T-350; Ruta T-358; Ruta T-356; Ruta T-362 |  |
| Fin            | Curiñanco (T-350 km 32)                        |  |

## Enlaces
Kilómetro 0: Torobayo; Ruta T-350
Kilómetro 7: Punucapa, La Chabelita
Kilómetro 10: Potrero Alto, Punucapa
Kilómetro 13: Parque Oncol, Pilolcura, Bonifacio
Kilómetro 15: Los Pellines
Kilómetro 18: Curiñanco; Ruta T-350